# Couepia guianensis
Couepia guianensis är en tvåhjärtbladig växtart som beskrevs av Jean Baptiste Christophe Fusée Aublet. Couepia guianensis ingår i släktet Couepia och familjen Chrysobalanaceae. Inga underarter finns listade i Catalogue of Life.